# Газова гангрена
Газова гангрена (анаеробна гангрена або клостридіальний міонекроз) — ускладнення поранення, що виникає при інфікуванні анаеробними спороутворюючими мікроорганізмами (клостридіями). Розвиток анаеробної гангрени в рані супроводжується тяжкою інтоксикацією, набряком і газоутворенням. Уражаються переважно м'язи і сполучна тканина.
Збудника газової гангрени, як продуцента ε-токсину, типу 2, а також самі токсини віднесено до тих біологічних агентів, що офіційно визнано чинниками біологічної зброї

## Етіологія
Захворювання спричинюють анаеробні спороутворюючі бактерії роду Clostridium. Представники цього роду — строгі анаероби, і здатні породити патологічний процес виключно в глибині рани без доступу кисню, проте вони дуже довго можуть зберігатись в ґрунті у вигляді спор. Найнебезпечнішими, з точки зору розвитку газової гангрени, є глибокі різані, рвані та колоті рани, особливо при забрудненні землею.
Основні представники роду, що спричинюють газову гангрену:
- Clostridium perfringens (є причиною гангрени в 40 — 50 % випадків)
- Clostridium oedematiens (Clostridium novyi[en]) (є причиною гангрени в 15 — 50 % випадків)
- Clostridium septicum (є причиною гангрени в 10 — 30 % випадків)
- Clostridium histolyticum (є причиною гангрени в 2 — 6 % випадків)

## Патогенез
Проникнення збудника не завжди спричиняє розвиток захворювання, для його виникнення і прогресування необхідні наступні умови:
- великий обсяг змертвілих і погано оксигенованих тканин;
- масивне ушкодження м'язів;
- глибокий рановий канал;
- погане сполучення із зовнішнім середовищем;
- ішемія через порушення кровообігу;

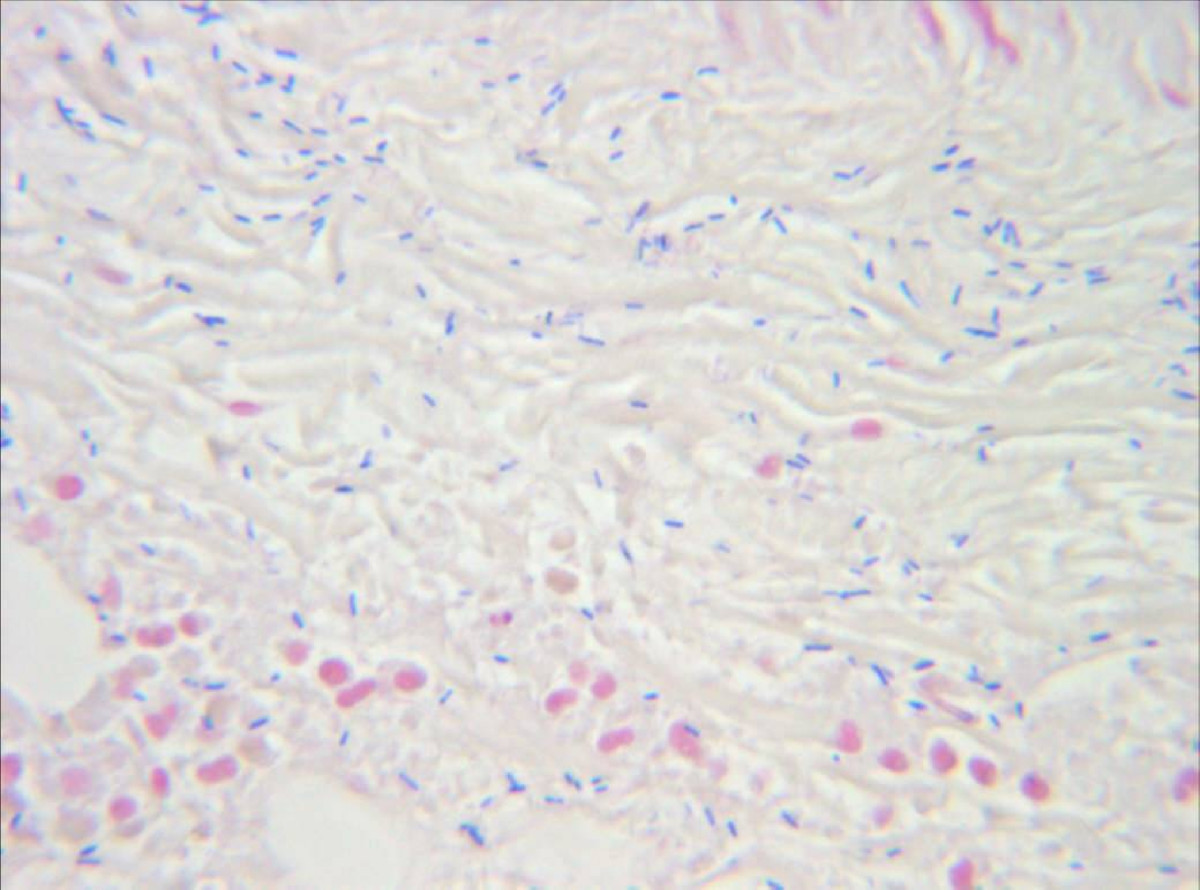
Грам-позитивні, паличкоподібні, спороутворюючі анаероби в інфікованому м'язі: найімовірніше це інфікування Clostridium perfringens.

Коли збудник все ж зустрічає в рані необхідні умови, він починає активно ділитись (в ділянках травматичного некрозу). При цьому виділяється значна кількість екзотоксинів, що сприяють подальшому поширенню. До найактивніших фракцій токсинів належать:
- α-токсин — Лецитиназа-С, що має некротизуючу і гемолітичну дію;
- β-токсин — Гемолізин, який окрім гемолізу володіє кардіотоксичною дією;
- ν-токсин — Нейрамінідаза, викликає нові вогнища некрозу і руйнує імунні рецептори еритроцитів;
- Гемаглютинін — пригнічує фагоцитоз.

Розвивається гостре серозно-альтеративне запалення і набрякова рідина, що виділяється, спочатку сприяє поширенню токсинів в межах фасціального ложа ураженого м'яза, а дальше і виходу за його межі по отворах для судинно-нервових пучків. Проникнення токсинів у кровотік зумовлює важку загальну інтоксикацію,а їх дія на судинну стінку — тромбози, які тільки поглиблюють ішемію.
У процесі життєдіяльності, Clostridium perfringens виділяє значні кількості газів, що накопичуються під шкірою, між та всередині м'язів.
Міонекроз, при анаеробній гангрені, трохи відрізняється від інших типів некрозів. У той час як основні причини майже однакові, тип пошкодженої тканини є значно важливішим для загального стану здоров'я пацієнта. Поверхневий некроз може призвести, щонайбільше, до утворення рубців, проте це не впливає на фізичні можливості, а от масивний міонекроз, напевне, призведе до втрати рухомості цілої групи м'язів. Якщо ж некротичне пошкодження триває, то часто усю кінцівку доводиться ампутувати.

## Клінічні форми
Форми анаеробної інфекції класифікують за наступними критеріями: 
За особливостями клінічних проявів:
1. Емфізематозна форма;
2. Набрякова форма;
3. Гнильна форма;
4. Флегмонозна форма;
5. Змішана форма.

За локалізацією процесу в тканинах:
1. З переважним ураженням м'язів («клостридіальний міозит»);
2. З переважним ураженням клітковини («клостридіальний целюліт»);
3. Змішана форма.

За швидкістю розвитку клінічних проявів:
1. Блискавична (кілька годин);
2. Швидко прогресуюча;
3. Повільно прогресуюча;

## Клінічна симптоматика
Характеризується місцевими симптомами і загальними проявами.

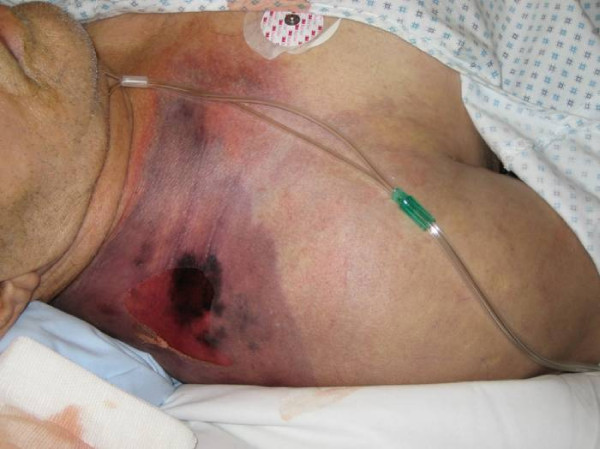
Газова гангрена плеча.

### Загальні симптоми
Інкубаційний період при анаеробної інфекції короткий — 2 — 3 доби. Рідко спостерігається блискавична форма газової гангрени.
- тахікардія;
- зниження артеріального тиску;
- збудження хворого, балакучість (іноді, навпаки, пригнічений настрій);
- безсоння;
- температура тіла на початку хвороби підвищена, часто вище 38 — 39 °C. Гіпертермія є поганим прогностичним симптомом;
- загальна інтоксикація, зневоднення;
- прискорене дихання;
- пульс до 120–140 ударів у хвилину;
- розвивається гемоліз еритроцитів, що веде до швидкого розвитку анемії;
- рівень гемоглобіну падає до 70 — 100 г/л;
- кількість еритроцитів падає до 1 — 15×1012/л;
- з'вляється лейкоцитоз до 15 — 20×109/л зі зсувом лейкоцитарної формули вліво за рахунок збільшення паличкоядерних нейтрофілів, з появою юних форм, при відсутності еозинофілів;
- різко страждає видільна функція нирок, розвивається олігурія, а потім анурія. У важких випадках може бути гематурія.

Захворювання перебігає швидко і при несвоєчасно розпочатому лікуванні протягом 2 — 3 діб настає смерть.

### Місцеві симптоми

#### Емфізематозна форма
Місцевий набряк тканин під впливом мікробів та їх токсинів переходить в змертвіння з вираженим газоутворенням. Рана стає сухою, без ознак грануляції, з обширними некрозами. При пальпації області рани з неї може виділятися піниста рідина і бульбашки газу, може відчуватись крепітація. Шкіра навколо рани стає блідою, холодною, покриває бурими плямами; при значному газоутворенні значно натягується, на дотик схожа на мембрану барабана (симптом «бритви»). У рані видно м'язи, які протягом кількох годин мертвіють, набуваючи сіро-зеленого відтінку. Різко посилюється біль в рані, та за ходом судинного пучка. Зникає пульс на периферичних артеріях, з'являється виражений рисунок підшкірних вен. При руйнуванні м'язів з'являється трупний запах. Кінцівка поступово стає бурою, втрачається чутливість по всі поверхні. При цьому гній не утворюється. Така форма газової гангрени характерна для інфікування Clostridium perfringens.

#### Набрякова форма
Спочатку навколо рани спостерігається значний набряк, що з часом поширюється далеко від зони ураження. Газоутворення незначне. Гнійного відділення немає. З рани виділяється кров'яниста рідина кольору «м'ясних помиїв». Набряк наростає буквально на очах (якщо навколо кінцівки накласти нитку, то через кілька хвилин нитка почне «врізатися» в шкіру — симптом Мельникова). М'язи через стискання набряклою рідиною стають блідими і вибухають з рани у вигляді «капелюшка гриба» — симптом Бердяєва. Підшкірно-жирова клітковина зеленуватого відтінку драглисто-желеподібної консистенції. Шкіра різко напружена, блискуча, холодна на дотик. Зникає пульс. Змертвіння швидко прогресує. Пухирці газу можуть бути видні при рентгенологічному оглядовому дослідженні на рентгенограмі — симптом Краузе, проте виділення газу з рани незначне або відсутнє взагалі. Така форма газової гангрени характерна для інфікування Clostridium oedematiens.

#### Гнильна форма
Зазвичай розвивається дуже швидко, супроводжується бурхливим розпадом. Процес поширюється головним чином в клітковині, в міжм'язової просторах. Відбувається змертвіння фасцій, м'язів в рані, при цьому вони набувають брудно-сірого кольору. Ділянки некрозів містять газ і мають різкий гнильний запах. Такі зміни, як правило, спричнює симбіоз анаеробних і гнильних бактерій. Слід врахувати, що збудники гнильних інфекцій володіють токсинами, що руйнують білки будь-яких тканин, в тому числі і стінок судин. Тому при цій формі часто виникають вторинні ерозивні кровотечі. Якщо перші три форми найчастіше локалізуються на кінцівках, то гнильна форма поширюється поблизу прямої кишки, середостіння тощо. Клостридіальним компонентом зазвичай є Clostridium histolyticum.

#### Флегмонозна форма
Ця форма газової гангрени відрізняється менш бурхливим перебігом і часто обмежується ділянкою первинного ураження. Іноді вдається навіть визначити глибину процесу, виділяючи глибокі і поверхневі форми ураження. З рани виділяється гній, з бульбашками газу. М'язи часто рожевого кольору, із зонами некрозів. Запальний процес часто поширюється по міжм'язових просторах. Зазвичай місцева температура шкіри не знижується і шкіра на дотик тепла. Як правило, пульс на периферичних судинах зберігається. Плями на шкірі відсутні або виражені незначно, як і набряк.

#### Змішана форма
Поєднує в собі симптоми кількох попередніх форм газової гангрени.

## Діагностика

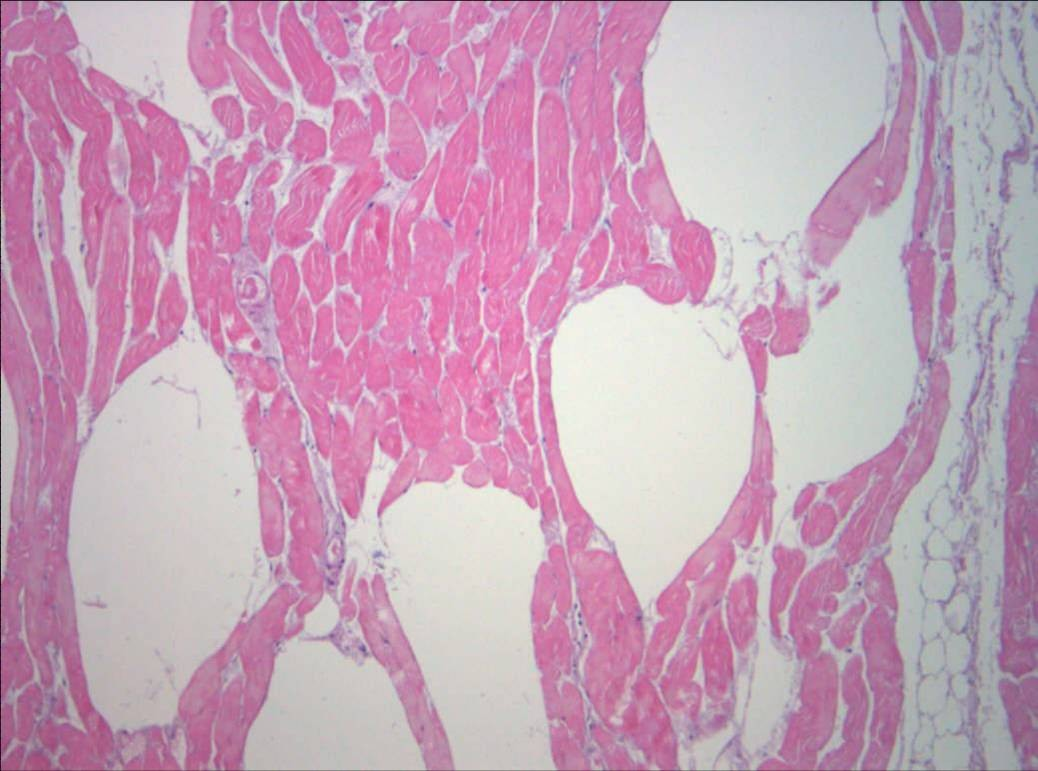
Біопсія м'яза при мікроскопії (гематоксилін-еозин, збільшення 100×): порожнини між м'язовими волокнами спричинені газоутворенням.

Діагноз ставиться на підставі характерної рани, загальної інтоксикації. Діагноз підтверджується рентгенологічно (визначається «пористість» м'язових тканин) і мікроскопічно (виявлення клостридій у виділеннях з рани). Диференціальний діагноз проводять з газоутворюючою флегмоною фасції (при якій нема ураження м'язів) і гнильною інфекцією.

## Лікування
Лікування проводять комплексно. На перше місце виходить хірургічне лікування: широкі («лампасні») розрізи, виконані вздовж ураженої ділянки; широкі некректомії — висічення уражених ділянок (клітковини, м'язів, фасцій, дренування і промивання окисниками); у важких випадках, як найрадикальніше лікування можлива «гільйотинна» ампутація кінцівки. Після обробки рани та ампутації рана не ушивається.
Протимікробна терапія включає антибіотики (пеніциліни, цефалоспорини, тетрацикліни, аміноглікозиди тощо) та антибактеріальні хіміопрепарати (фторхінолони). Також вводять 150 000 МО полівалентної протигангренозної сироватки.
Корекція системних і органних порушень включає нормалізацію об'єму крові та електролітного балансу, переливання препаратів крові, дезінтоксикаційна терапія та інтенсивне лікування серцевої, ниркової і печінкової недостатності.
Важливим компонентом терапії також є насищення організму киснем за допомогою гіпербаричної оксигенації, яка дає можливість тканинам без посередників сприймати 100 % кисень під підвищеним парціальним тиском. Летальність без проведення її складає 50 — 56 %, а із застосуванням — 17 %.

## Профілактика
Профілактика анаеробної інфекції включає:
- рання радикальна хірургічна обробка рани, із широким розкриттям ранового каналу і висіченням нежиттєздатних тканин;
- хірургічна обробка забруднених ран не повинна завершуватись накладенням первинного шва;
- введення антибіотиків у ранній термін після ушкодження;
- суворі покази до накладання кровоспинного джгута.